# Miraç Kal
Pour les articles homonymes, voir Kal.
Miraç Kal, né le 7 août 1987 à Konya, est un coureur cycliste turc.

## Biographie
Il mesure 1,77 m pour 67 kg.
En 2012, il remporte le Championnat de Turquie sur route en s'imposant en solitaire.

## Palmarès sur route
- 2009
  - 2e étape du Tour d'Égypte
  - 3e du championnat de Turquie du contre-la-montre
- 2010
  - 5e étape du Tour of Victory
  - 3e étape du Tour de Trakya
- 2011
  - 3e étape du Tour of Cappadocia
- 2012
  -  Champion de Turquie sur route
- 2013
  - 3e du championnat de Turquie sur route
- 2014
  - 3e du championnat de Turquie du contre-la-motnre
- 2015
  - 2e du Tour de Çanakkale

## Classements mondiaux
| Année           | 2006  | 2007 | 2008 | 2009  | 2010 | 2011 | 2012 | 2013 | 2014  |
| --------------- | ----- | ---- | ---- | ----- | ---- | ---- | ---- | ---- | ----- |
| UCI Africa Tour | 143e  |      |      | 106e  |      | 76e  |      |      |       |
| UCI Europe Tour | 1332e |      |      | 1197e | 667e | 859e | 354e | 631e | 1041e |